# Europese kampioenschappen kunstschaatsen 1899
De Europese Kampioenschappen kunstschaatsen is een jaarlijks terugkerend evenement dat georganiseerd wordt door de Internationale Schaatsunie.
Het zevende EK kunstschaatsen voor de mannen werd gehouden op 14 en 15 januari 1899 in Davos, Zwitserland en vond tegelijk plaats met het EK schaatsen voor mannen. Het was de eerste keer dat het EK in Zwitserland plaatsvond. Alleen de verplichte kür werd geschaatst.

## Historie
De Duitse en Oostenrijkse schaatsbond, verenigd in de "Deutscher und Österreichischer Eislaufverband", organiseerden zowel het eerste EK Schaatsen voor mannen als het eerste EK Kunstschaatsen voor mannen in 1891 in Hamburg, in toen nog het Duitse Keizerrijk, nog voor het ISU in 1892 werd opgericht. De internationale schaatsbond nam in 1892 de organisatie van het EK kunstschaatsen over. In 1895 werd besloten voortaan het WK kunstschaatsen te organiseren en kwam het EK te vervallen. In 1898, na twee jaar onderbreking, vond toch weer een herstart plaats van het EK kunstschaatsen.
De vrouwen en paren zouden vanaf 1930 jaarlijks om de Europese titel strijden. De ijsdansers streden vanaf 1954 om de Europese titel in het kunstschaatsen.

## Deelname
Er namen vier mannen uit drie landen deel aan dit kampioenschap. Er nam geen deelnemer uit het organiserende land Zwitserland deel.
Voor de Oostenrijker Gustav Hügel was het zijn vierde deelname. De Zweed Ulrich Salchow nam voor de tweede keer deel. Voor Ernst Fellner was het zijn enige deelname en Martin Gordan debuteerde op dit kampioenschap.
| Oostenrijk (2) Duitse Keizerrijk (1) Zweden (1) |

## Medaille verdeling
Ulrich Salchow werd de tweede Europees kampioen in het kunstschaatsen die zijn titel prolongeerde, in 1892 was Eduard Engelmann de eerste. Gustav Hügel veroverde voor de derde keer de tweede plaats op het EK kunstschaatsen, ook in 1894, 1895 werd hij tweede. Ernst Fellner op de derde plaats veroverde zijn enige medaille.
| Discipline | Goud           | Zilver       | Brons         |
| ---------- | -------------- | ------------ | ------------- |
| Mannen     | Ulrich Salchow | Gustav Hügel | Ernst Fellner |

## Uitslagen

### Mannen
pc/5 = plaatsingcijfer van 5 juryleden 
| Goud   | Ulrich Salchow (2) | Vlag van Zweden            | 8  |
| Zilver | Gustav Hügel (4)   |                            | 10 |
| Brons  | Ernst Fellner      |                            | 12 |
| 4      | Martin Gordan      | Vlag van Duitse Keizerrijk | 20 |

Medaillewinnaars

Mannen · 
Vrouwen ·
Paren · 
IJsdansen

Toernooi

1891 · 
1892 · 
1893 · 
1894 · 
1895 · 
1896-1897 · 
1898 · 
1899 · 
1900 · 
1901 · 
1902-1903 · 
1904 · 
1905 · 
1906 · 
1907 · 
1908 · 
1909 · 
1910 · 
1911 · 
1912 · 
1913 · 
1914 · 
1915-1921 · 
1922 · 
1923 · 
1924 · 
1925 · 
1926 · 
1927 · 
1928 · 
1929 · 
1930 · 
1931 · 
1932 · 
1933 · 
1934 · 
1935 · 
1936 · 
1937 · 
1938 · 
1939 ·
1940-1946 · 
1947 · 
1948 · 
1949 · 
1950 · 
1951 · 
1952 · 
1953 · 
1954 · 
1955 · 
1956 · 
1957 · 
1958 · 
1959 · 
1960 · 
1961 · 
1962 · 
1963 · 
1964 · 
1965 · 
1966 · 
1967 · 
1968 · 
1969 · 
1970 · 
1971 · 
1972 · 
1973 · 
1974 · 
1975 · 
1976 · 
1977 · 
1978 · 
1979 · 
1980 · 
1981 · 
1982 · 
1983 · 
1984 · 
1985 · 
1986 · 
1987 · 
1988 · 
1989 · 
1990 · 
1991 · 
1992 · 
1993 · 
1994 · 
1995 ·
1996 · 
1997 · 
1998 · 
1999 · 
2000 · 
2001 · 
2002 · 
2003 · 
2004 · 
2005 · 
2006 ·
2007 ·
2008 ·
2009 ·
2010 ·
2011 ·
2012 ·
2013 ·
2014 ·
2015 ·
2016 ·
2017 ·
2018 ·
2019 ·
2020 ·
2021 · 
2022 · 
2023 · 
2024 · 
2025

WK kunstschaatsen ·
WK kunstschaatsen junioren ·
Viercontinentenkampioenschap ·
Olympische Spelen